# Vaptjatipmejauratjah
Vaptjatipmejauratjah är en sjö i Jokkmokks kommun i Lappland och ingår i Luleälvens huvudavrinningsområde. Vaptjatipmejauratjah ligger i Muddus Natura 2000-område.